# Noturus trautmani
Noturus trautmani és una espècie extinta de peix de la família dels ictalúrids i de l'ordre dels siluriformes.

## Morfologia
Els mascles podien assolir els 6,1 cm de llargària total.

## Distribució geogràfica
Es trobava a Nord-amèrica: sud d'Ohio (Estats Units).